# 필립 E. 존슨
필립 존슨(Phillip E. Johnson, 1940년 6월 18일 ~ 2019년 11월 2일)은 미국의 법학자이다. 하버드 대학교에서 영문학을 전공하고, 시카고 대학교 로스쿨을 수석으로 졸업했다. 캘리포니아주 로저 J. 트래이너(Roger J. Traynor) 대법관의 보좌관(law clerk)과 얼 워렌 연방대법관의 보좌관으로 일하고, 이후 1967년부터 2000년까지 UC 버클리 로스쿨 교수를 역임했다. 1991년 《심판대의 다윈: 지적설계논쟁》을 출간하며 자신을 지적설계운동의 아버지로 설명하며 유사과학 지적 설계 운동을 주도했다. UC 버클리 로스쿨 명예교수이다.

## 저서
- 《다윈주의 허물기 (Defeating Darwinism by Opening Minds)》
- 《위기에 처한 이성 (Reason in the Balance)》
- 《진리의 쐐기 (The Wedge of Truth: Splitting the Foundations of Naturalism)》
- 《올바른 질문: 진리, 의미 그리고 대중 논쟁 (The Right Questions: Truth, Meaning & Public Debate)》